# Aeroportul Leinster
Aeroportul Leinster (IATA: LER, ICAO: YLST) este un aeroport din Australia de Vest, Australia.
Situat la o altitudine de 500 m, aeroportul dispune de o singură pistă. Este operat de BHP Group.